# Johann Christoph Gottsched

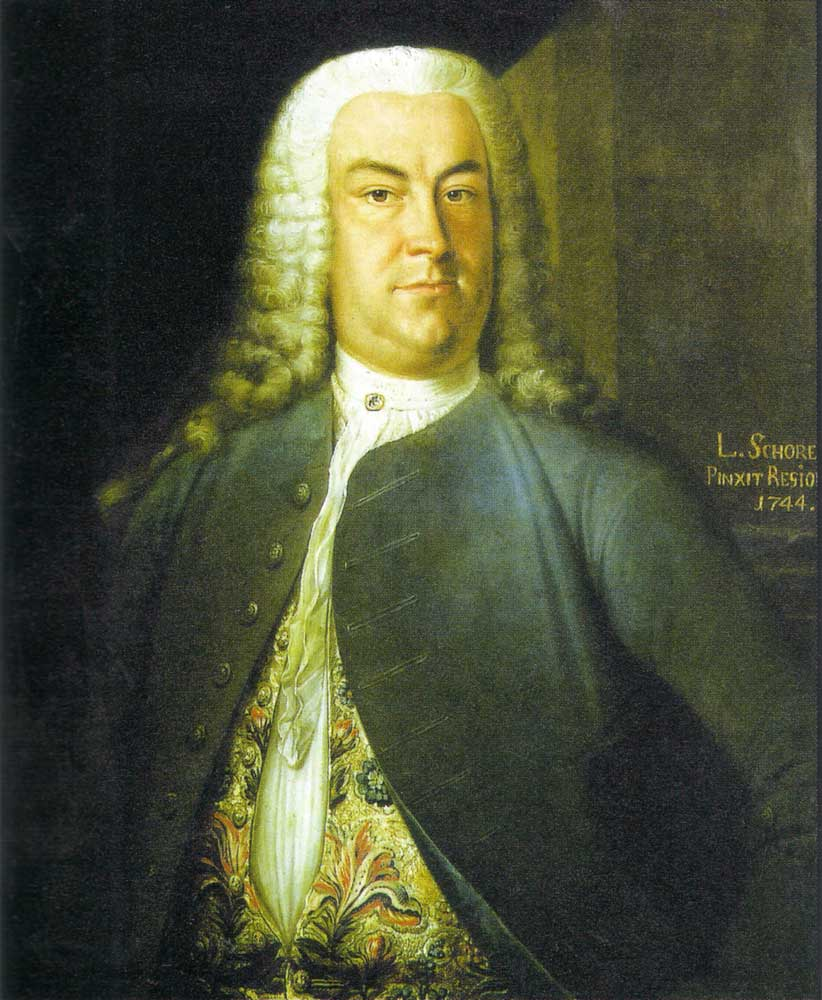
Johann Christoph Gottsched

Johann Christoph Gottsched (n. 2 februarie 1700 - d. 12 decembrie 1766) a fost un teoretician și critic literar german.
Adept al clasicismului francez, creația sa a fost influențată în special de cea a lui Boileau.
Astfel, a accentuat asupra clarității stilului, a rigorii logicii și a valorilor morale în cadrul operei literare.
Gottsched a promovat ideea creării unui teatru cult și a unei limbi literare unitare.

## Scrieri

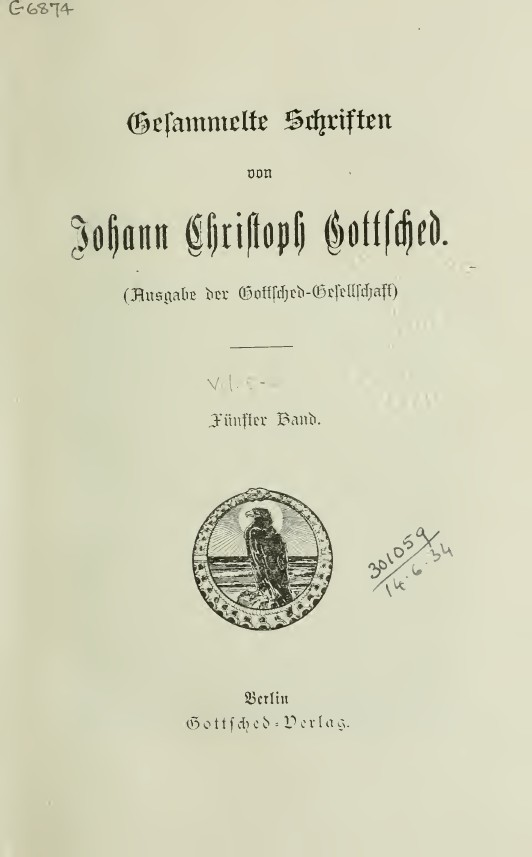
Gedichte

- 1730: Încercare critică de artă poetică germană ("Versuch einer critischen Dichtkunst vor die Deutschen")
- 1748: Fundamentele artei cuvântului ("Grundlegung einer Deutschen Sprachkunst").

Gottsched a fost editor al revistelor Die vernünftigen Tdlerinnen și Der Biedermann.